# Modern Two
Modern Two (voorheen Dean Gallery) is een museum in Edinburgh, Schotland. Het maakt deel uit van de National Galleries of Scotland, als een van de twee delen van de Scottish National Gallery of Modern Art. Modern One ligt aan de andere kant van Belford Road. 

## Museum
Het museum werd geopend in 1999 en ligt tegenover de Scottish National Gallery of Modern Art, waarmee het nauwe banden heeft. Het gebouw diende oorspronkelijk als weeshuis, in 1830 gebouwd door architect Thomas Hamilton. De ombouw tot museum stond onder leiding van architect Terry Farrell. Aanleiding voor de ombouw tot museum was de schenking door de kunstenaar Eduardo Paolozzi in 1994 van veel van zijn werk (sculptures, grafiek en tekeningen), welke schenking oorspronkelijk was bestemd voor de Gallery of Modern Art. Een der belangrijke werken van Paolozzi is de sculptuur Vulcan uit 1998/99 (hoogte 7.30 meter).
De collectie van het museum omvat voorts een grote verzameling Surrealistische en Dada kunstwerken en literatuur, waarvan veel is geschonken door Gabrielle Keiller en Roland Penrose, inclusief werken van Salvador Dalí, Paul Delvaux, Max Ernst, René Magritte en Pablo Picasso.
Het museum organiseert geregeld wisselexposities en toont een selectie van het werk online.

## Beeldenpark
- Émile-Antoine Bourdelle : La Vierge d'Alsace (1919/21)
- Ian Hamilton Finlay : Six Definitions - Temple Grove Shadow Peace Horizon Sheep (2001)
- Dan Graham : Two Two-Way Mirrored Parallelograms Joined with One Side Balanced Spiral Welded Mesh (1996)
- Richard Long : MacDuff Circle (2002)
- Eduardo Paolozzi : Master of the Universe (1989)
- George Rickey : Two Lines up Excentric VI (1977)
- William Turnbull : Gate (1972)

### Fotogalerij

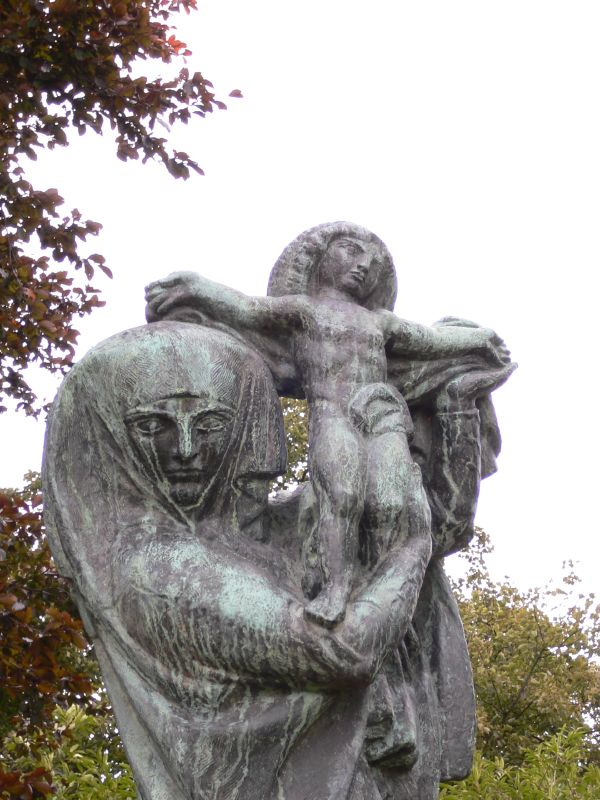
La Vierge d'Alsace van Émile-Antoine Bourdelle
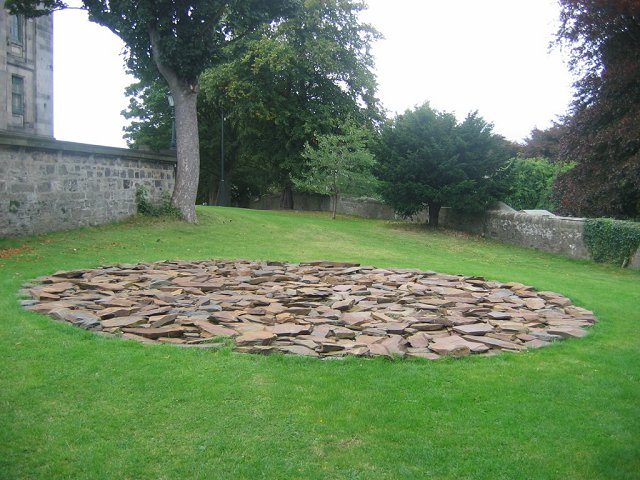
MacDuff Circle van Richard Long
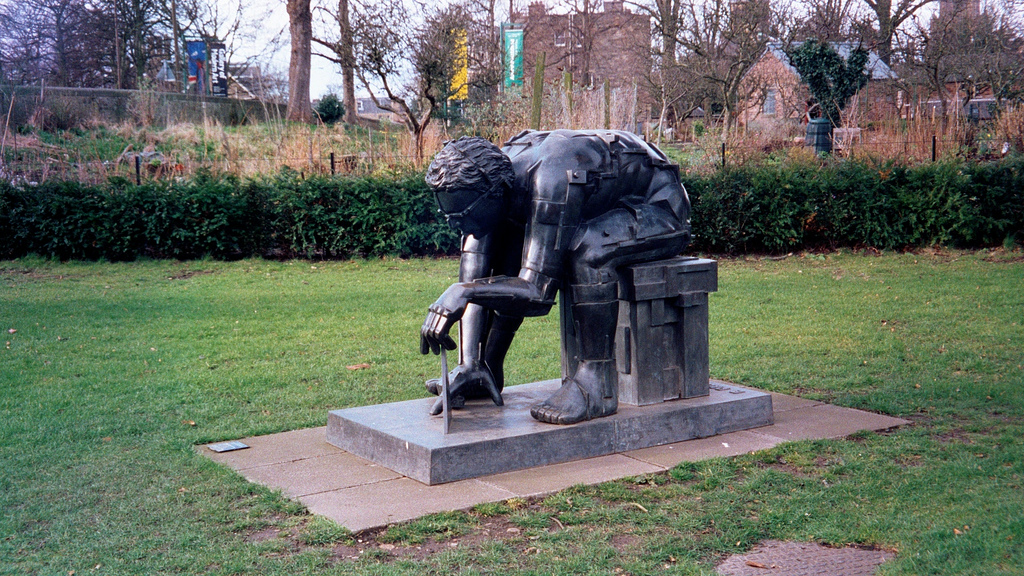
Master of the Universe van Eduardo Paolozzi